# Birutė Ciplijauskaitė
Birutė Ciplijauskaitė (Kaunas, 11 de abril de 1929-Madison, Wisconsin, 19 de junio de 2017) fue una profesora, hispanista y traductora de origen lituano y nacionalidad canadiense.

## Biografía
Hija del médico y ginecólogo Juozas Ciplijauskas, director del hospital de Klaipėda, en 1944 hubo de huir de su país durante la Segunda Guerra Mundial. Con su familia se exilió a Alemania y, más tarde, a Canadá. Se graduó por la Universidad de Tubinga en 1956 y más tarde por la Universidad de Montreal. En 1960 se doctoró en el Bryn Mawr College (Pensilvania), con una tesis dirigida por José Ferrater Mora y Vicente Lloréns en la que profundizaba sobre la soledad en la poesía española del siglo XX. 
Desde entonces desarrolló su carrera profesional en la Universidad de Wisconsin-Madison. Desde 1974, fue miembro permanente del Institute for the Research of the Humanities en la Universidad de Wisconsin-Madison. Fue colaboradora de la revista Lituanus.

## Estudios
Ciplijauskaitė destacó por sus estudios sobre el Realismo y el siglo XIX, la Generación del 98 (especialmente Pío Baroja), Juan Ramón Jiménez y Zenobia Camprubí, la vanguardia y la poesía de la Generación del 27, Jorge Guillén, Carmen Martín Gaite, María Victoria Atencia, Clara Janés, Juana Castro, la narrativa femenina y la poesía contemporánea, en especial la escrita por mujeres.